# Yousuf Hussain
Yousuf Hussain Mohamed (8 de julho de 1965) é um ex-futebolista emiratense, que atuava como defensor.

## Carreira
Yousuf Hussain integrou a histórica Seleção Emiratense de Futebol da Copa do Mundo de 1990. 